# Hyalina
Hyalina is een geslacht van Gastropoda.

## Soorten
- Hyalina albocylindrus Lussi & G. Smith, 1999
- Hyalina angelquirosi Espinosa & Ortea, 2015
- Hyalina aurorae Espinosa & Ortea, 2015
- Hyalina brocktoni (Shackleford, 1914)
- Hyalina buskei Espinosa & Ortea, 2013
- Hyalina cotamago Yokoyama, 1922
- Hyalina cubensis Espinosa & Ortea, 1999
- Hyalina cylindrica (Sowerby II, 1846)
- Hyalina dearmasi Espinosa & Ortea, 2003
- Hyalina discors (Roth, 1974)
- Hyalina electrina (Sowerby III, 1892)
- Hyalina gibberuliformis Bozzetti, 1997
- Hyalina helena (Thiele, 1925)
- Hyalina keenii (Marrat, 1871)
- Hyalina lucida (Marrat, 1877)
- Hyalina nelsyae Caballer, Espinosa, Ortea. & Narciso, 2013
- Hyalina oscaritoi Espinosa, Moro & Ortea, 2011
- Hyalina pallida (Linnaeus, 1758)
- Hyalina perla (Marrat, 1876)
- Hyalina perovula Yokoyama, 1922
- Hyalina sagamiensis Kuroda, Habe & Oyama, 1971
- Hyalina sowerbyi Turton, 1932
- Hyalina surcaribe Espinosa, Moro & Ortea, 2011
- Hyalina vallei Espinosa & Ortea, 2002